# 세르비아 몬테네그로 1부 리그
세르비아 몬테네그로 1부 리그(세르비아어: Prva savezna liga; Прва савезна лига)는 2006년 세르비아 몬테네그로가 분리되기 전까지 세르비아 몬테네그로의 최상위 축구 리그였다. 1992년 유고슬라비아 사회주의 연방 공화국이 해체됨에 따라 유고슬라비아 1부 리그를 대체하기 위해 설립되었다. 사회주의 연방 공화국의 세르비아와 몬테네그로는 그대로 남아 유고슬라비아 연방 공화국을 구성하였으며, 2003년 세르비아 몬테네그로로 국호를 변경하였다. 몬테네그로가 2006년 6월 독립함에 따라 리그는 폐지되었으며, 세르비아 수페르리가와 몬테네그로 1부 리그로 나뉘게 되었다.

## 우승팀
| 팀                   | 우승 횟수 | 우승 시즌                                                              |
| -------------------- | --------- | ---------------------------------------------------------------------- |
| FK 파르티잔          | 8         | 1992-93, 1993-94, 1995-96, 1996-97, 1998-99, 2001-02, 2002-03, 2004-05 |
| FK 츠르베나 즈베즈다 | 5         | 1994-95, 1999-2000, 2001-02, 2003-04, 2005-06                          |
| FK 오빌리치          | 1         | 1997-98                                                                |

## 같이 보기
- 세르비아 수페르리가
- 몬테네그로 1부 리그